# Resident Evil: Capitolul final
Resident Evil: Capitolul final (titlu original: Resident Evil: The Final Chapter) este un film SF de acțiune de groază din 2017 regizat de Paul W. S. Anderson. Rolurile principale au fost interpretate de actorii Ali Larter, Milla Jovovich, Ruby Rose și William Levy. Este o continuare  a filmului Resident Evil: Răsplata din 2012 și al șaptelea din seria de filme Resident Evil,  serie bazată pe jocurile video omonime produse de Capcom.

## Prezentare
Evenimentele din film au loc imediat după cele din Resident Evil: Răsplata. Alice (Milla Jovovich) este singura supraviețuitoare a ceea ce era menit să fie ultima redută a umanității împotriva morților vii. Acum, ea trebuie să se întoarcă în locul unde a început coșmarul - Stupul din Raccoon City, unde Umbrella Corporation își adună forțele sale pentru o lovitură finală împotriva supraviețuitorilor apocalipsei.

## Distribuție
- Milla Jovovich - Alice / Alicia Marcus[12]
- Ali Larter - Claire Redfield[12]
- Shawn Roberts - Albert Wesker[12]
- Ruby Rose - Abigail[12]
- Eoin Macken - Doc[12]
- William Levy -  Christian[12]
- Iain Glen - Dr. Alexander Isaacs[12]
- Lee Joon-gi -  Commander Chu[13]
- Fraser James - Razor[12]
- Rola - Cobalt[12]
- Ever Gabo Anderson - Young Alicia Marcus / Red Queen[14]
- Matthew Santoro - Zombie

## Producție
Filmările principale au început la 18 septembrie 2015, în Cape Town / Hartbeespoort Dam, Africa de Sud. Cheltuielile de producție s-au ridicat la 40 de milioane $.